# Nicasio di Rouen
Nicasio di Rouen (lat.: Nicasius; ... – Gasny, 260 circa) è stato probabilmente il fondatore della diocesi di Rouen, nonché maestro del primo arcivescovo, Mellone di Rouen, vissuto nel III secolo.

## Storia
Evangelizzatore della regione di Vexin, non è originario di Rouen. Rimase un anno a Mousseaux-sur-Seine ed evangelizzò la vicina Rolleboise. Secondo la tradizione, Nicasio ebbe compiuto numerosi miracoli, assieme ai suoi compagni evangelizzò gli abitanti di molti villaggi sulle rive della Senna.
Fu martirizzato intorno al 260 lungo le rive del fiume Epte, nei pressi del villaggio di Gasny, assieme ai suoi compagni. Pur non comparendo nell'elenco dei vescovi di Rouen, sembra essere stato il fondatore della diocesi.

## Leggende
Si dice che Nicasio, accompagnato dal sacerdote Quirino e dal diacono Scunicula, avesse deciso di portare la luce del Vangelo a nord della Gallia, dove fiorirono importanti città. Fu in un villaggio di Vexin che l'apostolo Nicasio iniziò la sua predicazione. Nei pressi del villaggio di Vaux-sur-Seine, un orribile drago aveva infestato una grotta da cui sgorgava una fonte, le cui acque avvelenate causarono un focolaio di infezione. L'arrivo di Nicasio fu accolto con la benedizione di tutti i poveri di questa terra. Pieno di fede nella protezione divina, il ministro di Cristo Quirino, inviato alla tana del drago, piegò il mostro sotto il suo comando e lo portò a Nicasio, legato con la sua stola. Tutti gli abitanti, sopraffatti dall'ammirazione, si inchinarono chiedendo di abbracciare la nuova religione. Secondo la tradizione, ben 318 persone furono battezzate alla stessa fonte del drago, che divenne di nuovo limpida, chiara e dissetante come un tempo.

## Culto
Il Martirologio Romano ricorda san Nicasio l'11 ottobre:
Viene raffigurato come un santo cefaloforo, in riferimento al suo martirio.